# Marko Kvasina
Marko Kvasina (* 20. prosince 1996, Rakousko) je rakouský fotbalový útočník chorvatského původu, který hraje v  českém klubu 1. FC Slovácko.

## Klubová kariéra
V Rakousku debutoval v profesionální kopané v roce 2014 v klubu Austria Vídeň.
Dále hrál za kluby jako nizozemské FC Twente, rakouský SV Mattersburg, belgické KV Oostende, švýcarský FC Luzern a turecké Göztepe SK
Dne 3. 1. 2024 bylo oznámen jeho přestup do 1. FC Slovácko.

## Reprezentační kariéra
Nastupoval za rakouské mládežnické reprezentace.